# Золотое толокно
«Золотое толокно» — одиннадцатый студийный альбом российской рок-группы «Калинов мост». Поступил в продажу 7 марта 2012 года на премии «Чартова дюжина» в московском зале «Крокус Сити Холл».
Презентация альбома состоялась 20 сентября 2012 года в московском Театре Эстрады.

## Список композиций
Слова и музыка всех песен — написаны Дмитрием Ревякиным.
| №   | Название          | Длительность |
| --- | ----------------- | ------------ |
| 1.  | «Бей, бей»        | 5:11         |
| 2.  | «Высоко»          | 6:10         |
| 3.  | «Разметал»        | 6:01         |
| 4.  | «Спозаранку»      | 5:32         |
| 5.  | «Горемыки»        | 6:00         |
| 6.  | «Восхищение»      | 6:06         |
| 7.  | «Солнечное злато» | 5:11         |
| 8.  | «Ушкуйники»       | 5:32         |
| 9.  | «Продали»         | 4:36         |
| 10. | «Реки мои»        | 4:56         |
| 11. | «Былина»          | 9:39         |
| 12. | «Толокно»         | 3:19         |

| №   | Название                                                                    | Длительность |
| --- | --------------------------------------------------------------------------- | ------------ |
| 13. | «Баллада о Чите» (аранжировка с участием Александра «Анаксагора» Владыкина) | 5:22         |

Накануне выхода альбома Дмитрий Ревякин специально для «Ленты.ру» рассказал о каждой из песен в отдельности:
- «Бей, бей!» — «Написана прекрасным июльским вечером на Ононском побережье в Забайкалье. Трёхчастное произведение, индивидуально-романтическое, переходящее во всеобщую утопию, с тревожным многоточием».
- «Высоко» — «Задумчивая азиатская баллада о неисповедимых путях. Прекрасное гитарное соло в конце символизирует призрачность и эфемерность наших желаний и возможностей. Песня была написана в Сибири, на берегу Обского моря кристальным октябрьским днем в присутствии близких друзей, после бани».
- «Разметал» — «Одна из моих любимых песен, посаженная на жёсткий ритм с суперпотенциальной каденцией. Объяснять о чём эта песня не имеет смысла, но я рискну. Значит так: пылим и коптим здесь, а отвечать придётся там…»
- «Спозаранку» — «Акварельная пьеса, написана в далёком 1994 году, в сентябре месяце, в Забайкалье. Очень дорога мне, и, надеюсь, музыкальное решение понравится нашим слушателям. Когда я услышал аранжировку, меня било током в течение нескольких минут (точно не засекал). Будьте осторожны».
- «Горемыки» — «Для меня это бодрая элегия, бесперспективный анализ происходящего с нами. Но отчаиваться не стоит, потому что данность есть данность. Толчком к написанию данного опуса послужил глоток холодного кваса в прокаленном солнцем Новосибирске».
- «Восхищение» — «Баллада с мистическим наполнением, трогательная и ответственная. Аранжировка выполнена осторожно и тонко. Пьеса написана на Камчатке в центре циклона, когда все чувства и мысли обострены».
- «Солнечное Злато» — «Песня написана к дню рождению моего дорогого друга, земляка-соратника. Смысл песни — унынию секунды, затем принимается решение, дальше — действие. Написана в привычной азиатской манере, в июньском пасмурном Новосибирске».
- «Ушкуйники» — «Это заплыв в исторические дебри, которые трактовать можно по-разному. Запев в ордынском стиле и мощная нордическая поступь во второй части. Написана на побережье Обского водохранилища в октябре, после одной-другой стопки оковытой. Сознание прояснилось, и гены стали мне диктовать».
- «Продали» — «Сия констатация зафиксирована на Камчатке — видимо сбоку видно лучше».
- «Реки Мои» — «Песня написана в далеких 90-х и наконец-то реализована. Она, как выдержанное вино — дорогое и лечебное. Насколько я помню, писалась в Москве под аккомпанемент распустившихся деревьев Сокольнического парка».
- «Былина» — «Рентгеновский снимок наших внутренностей, всех без исключения. Редкие уши дослушают данное повествование до конца — настолько гнетущая атмосфера».
- «Толокно» — «Песня написана ко дню рождения сына. Она же — квинтэссенция будущей перспективы. Исполнена в старой, „хипповской“ манере, несколько небрежно».
- «Баллада о Чите» — «Песня писалась на побережье озера Арахлей и Ононской ривьеры летом 2003 года. Для наиболее аутентичного музыкального прочтения был приглашен Анаксагор Владыкин».

## Участники записи
- Дмитрий Ревякин — акустическая гитара, вокал
- Андрей Баслык — бас-гитара, бэк-вокал
- Виктор Чаплыгин — барабаны
- Константин Ковачев — гитара, акустическая гитара, гусли, лютня, клавишные

## Достижения
- Альбом вошёл в «50 самых продаваемых дисков 2012 года» в России (20-е место).[4]

### Позиции в чартах
| Страна | Наивысшая позиция |
| ------ | ----------------- |
| Россия | 4                 |